# ماورو فيرنانديز
ماورو فيرنانديز (بالبرتغالية: Mauro Fernandes‏) (3 أغسطس 1953 في البرازيل - ) هو مدرب كرة قدم ولاعب كرة قدم برازيلي في مركز الهجوم. لعب مع نادي أيه بي سي ونادي بوتافغو لكرة القدم وAuto Esporte Clube (PB) ‏.

## وصلات خارجية
- ماورو فيرنانديز على موقع قاعدة بيانات كرة القدم.إي يو (الإنجليزية)